# 馮時雨 (嘉靖進士)
馮時雨（1504年—？），字慰民，號西埜（西野），直隸河間府景州人，軍籍，明朝政治人物。

## 生平
嘉靖十三年（1534年）甲午科順天鄉試第九十八名舉人，十七年（1538年）中式戊戌科會試第二百六十一名，三甲第五十名進士。授平陽府推官，十九年暂摄府事，擢大理寺左評事，歷升寺副、寺正。升山西按察司佥事，分巡口北道，二十八年七月黜为民。後起復廣西佥事，歷升山東布政司左參議、陕西按察司副使，四十三年（1564年）升河南右參政、分守南阳，官至湖廣按察使。

## 家族
曾祖馮得才；祖父馮寧，壽官；父馮積德，知縣。嫡母孫氏；生母龐氏。慈侍下。兄時通。弟時選。